# Захват заложников в Суходольске
Захват заложников в Суходольске — первый теракт на территории Украины. Забойщик шахты «Дуванная» 34-летний Игорь Чичкин 3 февраля 1994 года, захватив в заложники двоих детей и женщину, пытался улететь в США из аэропорта Ростова-на-Дону. Сотрудники ФСК и МВД обезвредили преступника на борту самолёта.

## Захват детского сада
Утром 3 февраля 1994 года Игорь Чичкин пришёл в детский сад «Теремок» города Суходольска с тремя килограммами тротила и взял в заложники сотрудников и воспитанников младшей группы детсада (дети 3-4 лет). Преступник был в надвинутой на лицо шапке с прорезями, взрывчатку он закрепил на груди под одеждой.
В это время дети садились завтракать. Воспитатель Галина Бабикова попыталась снять с Чичкина шапку, но он ударил её по лицу. По требованию захватчика, Бабикова позвонила в милицию. Чичкин требовал самолёт до Лондона и 500 тысяч долларов США. Позднее террорист изменил планы, решив лететь в США, а сумма выкупа выросла до одного миллиона долларов.
Поскольку у Луганского аэропорта на тот момент ещё не было международного статуса, ближайший международный аэропорт находился в Ростове-на-Дону, поэтому Чичкина убедили вылетать оттуда.
Свою настоящую фамилию террорист скрыл, назвавшись Николаем Ивановичем Скворцовым. Когда к детскому саду прибыла милиция, Чичкин отпустил всех, кроме воспитательницы Татьяны Устиновой и двоих детей: Антона Хорта и Жени Асеева. В Ростов он решил ехать на автомобиле скорой помощи — так было легче пересечь границу.

## Путь в Ростов
На подготовку операции у украинских и российских спецслужб было пять часов — столько должен был занять путь от Суходольска до Ростова-на-Дону. Машину скорой с террористом и заложниками пытались задержать по дороге, чтобы выиграть время. На подъезде к границе было решено попробовать провести захват. Водитель провёл инсценировку поломки автомобиля, Чичкин и заложники пересели в другую машину. В это время террориста должны были обезвредить снайперы СБУ, но они побоялись стрелять.
В это время в ростовском аэропорту шла подготовка операции. В состав группы захвата вошли трое сотрудников ФСК и двое милиционеров: Сергей Чапчиков, Алексей Панин, Юрий Рыбакин, Анатолий Гладков, Михаил Перов. Их решили замаскировать под членов лётного экипажа. К вылету был подготовлен лайнер Ту-134. Руководили операцией начальник управления ФСК РФ по Ростовской области Юрий Кузнецов и глава регионального управления МВД России Михаил Фетисов.
К 13.00 машина с террористом и заложниками подъехала к российско-украинской границе. Заложница Татьяна Устинова в разговоре с преступником узнала, что его настоящее имя — Игорь Чичкин. Позднее выяснилось, что мать Чичкина ранее работала и в детсаду «Теремок», и на станции скорой помощи Суходольска. Кроме того, Игорь Чичкин учился в одном классе со старшей сестрой Татьяны.
На территории России автомобиль попытались максимально задержать по пути, для этого сотрудники ГАИ застопорили транспортный поток. В Ростове планы Чичкина поменялись — он захотел лететь в Минск, затем в Калининград, где жила его бывшая жена с ребёнком. В аэропорту переговорщик выясняет у террориста, что конечный путь его маршрута — США. Именно там он пообещал отпустить детей. Чичкин утверждал, что в Америке у него есть сообщник.

## Освобождение заложников
Когда автомобиль подъехал к трапу, Чичкин вышел, одной рукой держа за волосы Татьяну, а другой — Женю Асеева. Антона Хорта воспитательница несла на руках. Террорист сделал несколько шагов по трапу, но занервничал и вернулся в машину. Потребовалось ещё 20 минут, чтобы уговорить его все же войти в самолёт.
«Пока ждали, обсудили линию поведения, порядок действий — было решено первым делом выхватить детей и выбросить преступника из самолёта. Если бы взрыв произошёл вне салона, у всех нас был бы шанс выжить», — рассказал изданию «Блокнот» участник спецоперации, сотрудник ФСК Сергей Чапчиков.
Когда Чичкин появился в салоне, Сергей Чапчиков выхватил у него ребёнка, а другой участник группы захвата Юрий Рыбакин нанёс преступнику удар в голову. Чичкин выпал на трап и упал лицом вниз. На него надели наручники, затем трап отъехал, чтобы минимизировать ущерб от возможного взрыва.
Когда взрывчатку сняли с Чичкина, оказалось, что в бомбе отсутствует детонатор. Чичкин забыл его вставить или детонатор выпал по дороге.

## Последствия
Игорь Чичкин был психически болен. По его словам, он ненавидел свою мать, считая её виновницей своей болезни и «ведьмой». Как утверждал Чичкин уже после освобождения заложников, ему нужны были деньги ($500 тыс.) для лечения в США. Чичкина признали невменяемым и поместили в психиатрическую больницу Днепропетровска с диагнозом «шизофрения». Никто из заложников не пострадал.
Из пяти участников группы захвата двоих уже нет в живых: Анатолий Гладков был убит в Чечне в 2000 году, а Михаил Перов погиб в авиакатастрофе в Ростовской области в 2009 году.